# 直销
直销（英語：Direct Selling），按世界直销联盟的定义，直销指以面对面且非定点之方式，销售商品和服务。直銷者繞過傳統批發商進貨或零售中間人通路，只透過銷售員的人脈，或是自己出馬從顧客接收訂單，並從生產商那裏直接出貨到買家手中。
另一個容易混淆的概念是「直接行銷」（direct marketing），意指銷售方以自營的媒體（如電視購物頻道、線上購物網站、或DM）向潛在消費者傳送產品或服務資訊，跳過了中介的第三方媒體（如報章雜誌或商業電視台）。直銷的行銷方式通常也是一種直接行銷，亦即面對面的人際傳播。

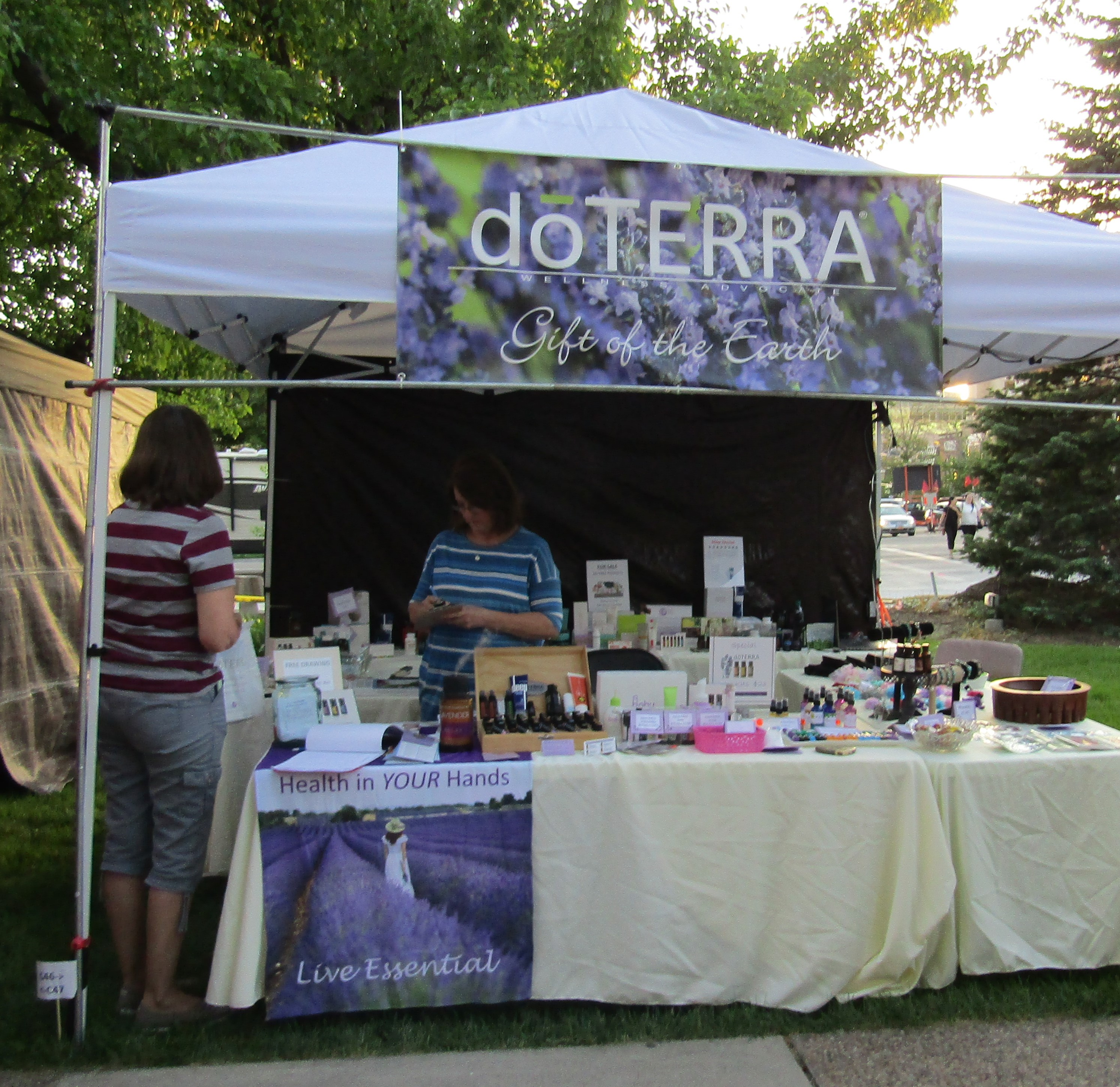
美國街頭直銷攤位，製造商在參展同時，直接出貨給客戶。

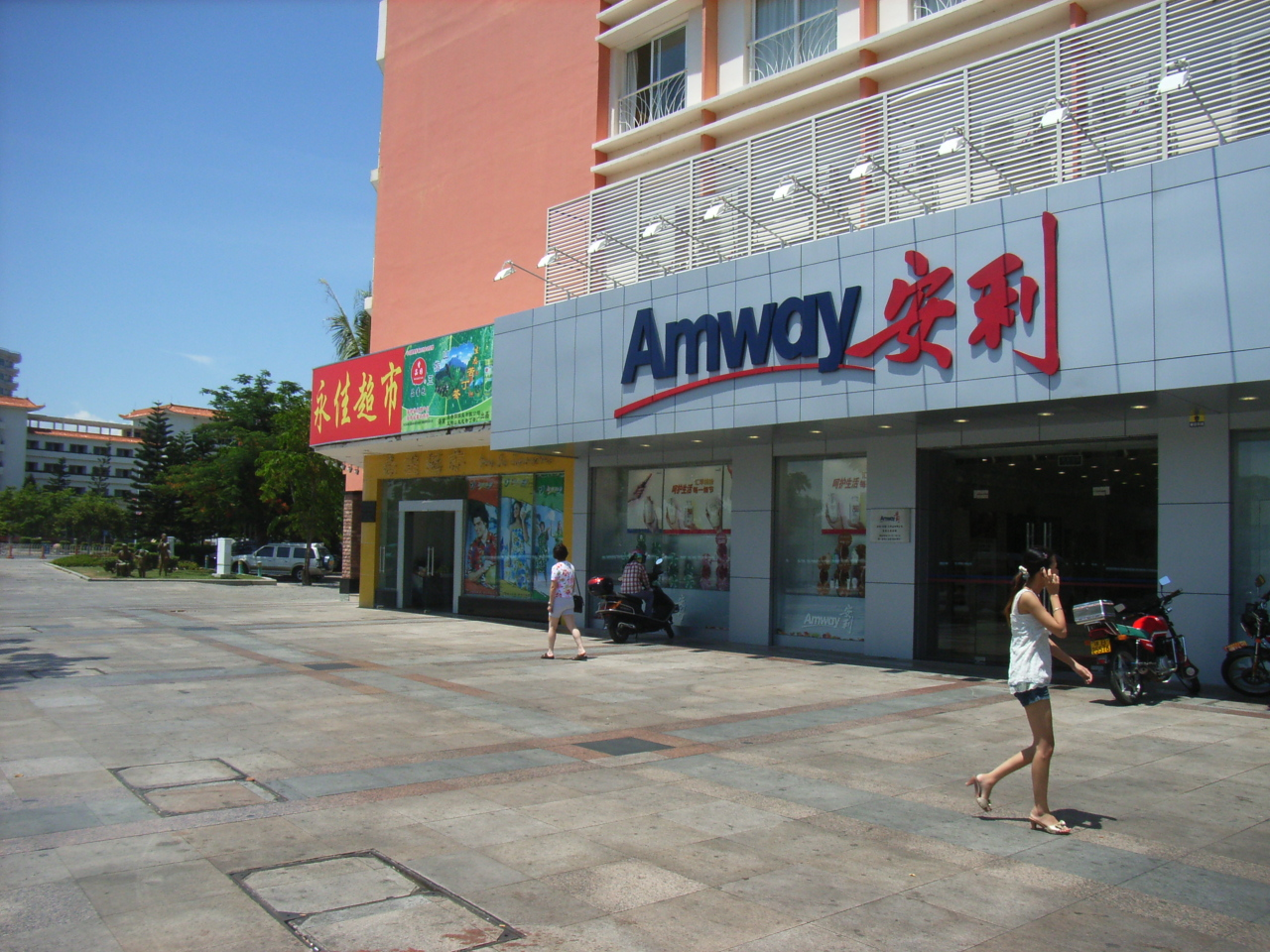
海南一間美貨的直銷辦事處，除商店零售，主要是仰賴下線人際管道。

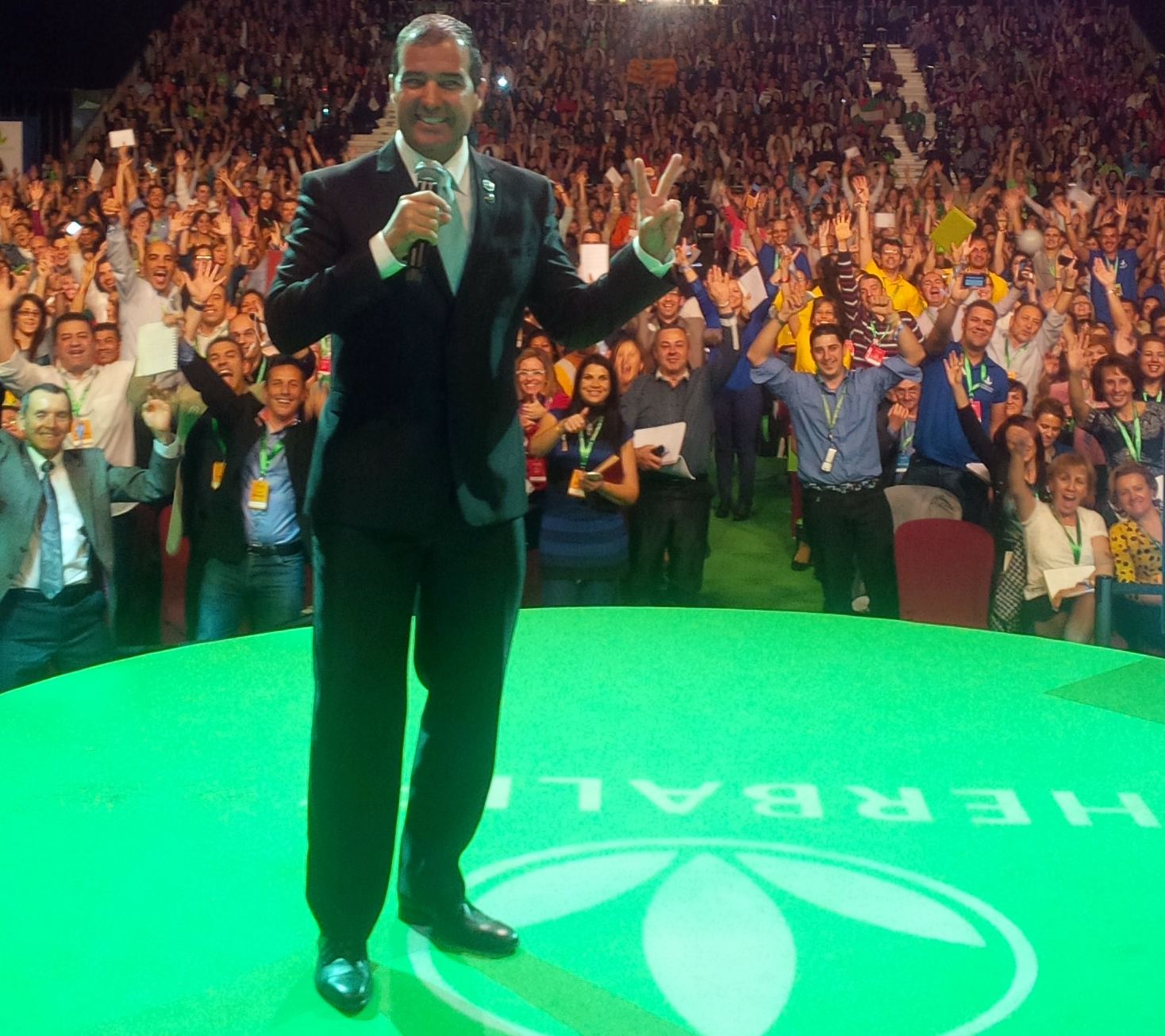
英國一間直銷商的下線員訓練大會

## 经销方式和特点
直销不需要中间通路以及固定销售场所，能够相對减少销售成本，但是為了保證足夠的販售布局，人際關係就變得很重要，直接影響到口頭交易的成敗，因此直銷公司線下的銷售員必須相當多，不過一般都不是雇主與員工的契約關係，而是改以抽成的方式來分食利潤。
在中国大陆，直销属于合法营销（销售）方式的一种，并规定，从事直接销售的企业，支付给直销员的报酬，只能来源于直销员本人直接向最终消费者销售产品的收入。
直销的概念为商业企业招募营销人员，由营销人员在固定营业场所以外直接向最终消费者直接推销产品的经销方式，属于营销的方式的一种。

## 分类
直销最吸引人、也是最受争议的地方，就是其奖金制度。可以实现任何奖金制度的全自动结算。每个公司均有不同的奖金（分紅）制度，總而言之根据奖金制度可以把直销企业分为两大类：分别是单层次直销和多层次直销。
单层式直销（Single Level Marketing）中，加盟直销员的收入来源，直接来自于其个人销售货物至最终消费者所获得的零售利润，總公司統計本季度订單後，按多少筆銷售量向專員一一進行清點分潤，又比如現在流行的網路直销，頻道的出貨分成由該售賣人拿，不培養下線推銷，雅芳公司曾经在很长的一段时期内坚持这一制度。
多层式直销（Multi-Level Marketing）中，直销员除了依靠销售货物获取利润外，更可自己招募培训其它的下屬直销员，其收入的来源不仅包含其本人的销售收入，还包括自其名下所构建的网路产生的销售额中，多切取一塊按一定比例计算出来的額外收入金，这就是和单层次直销最显著的区别。目前世界上大多数直销公司均采用此种方式。

## 历史
人对人的销售方式，是最古老的商业模式，随着社会分工逐渐细化，这种销售方式由于資訊搜索成本过高、品項單一等理由，而逐渐被專業的中盤商與店家所淘汰。但是，在工业革命之后，由于销售管道费用不断上升，生產者的利潤被壓縮，许多厂家开始寻求直接接触消费者的方法，加上工業化導致人口湧向都市，依賴人際接觸的直銷網路變得可能。于是，直销便重现商业舞台。
根據世界直銷聯盟（WFDSA）在2017年6月出版的年報，世界直銷零售產值最大、直銷商人數最多的國家都是美國，而前十名中有五個來自亞洲。

### 美國
1886年，“加州香氛”公司创立（即现在的雅芳公司），以人员直销的方式销售香水，后来其经营业务又逐渐扩展到美容护肤品。这被许多人认为是单层次直销诞生的标志。

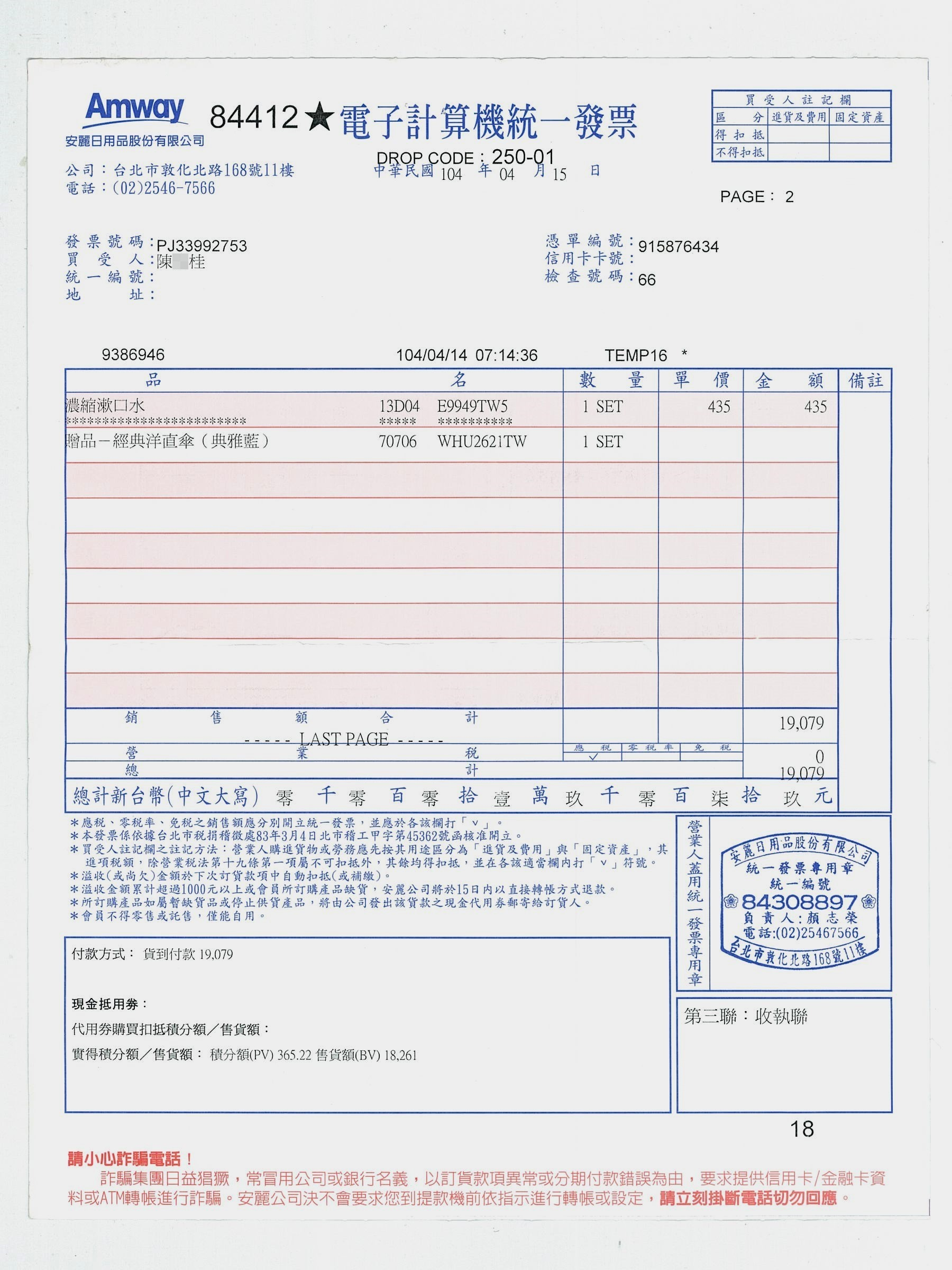
台灣一間正規直銷公司開具的售貨發票

1945年，卡尔·仁伯创立的纽崔莱公司开始采用多层次直销的方式销售其营养素补充食品，是为多层次直销之始。1959年，纽崔莱公司的两位经销商理查·狄维士和杰·温安洛创立安利公司，迅速成长为美国最大的直销企业。
随着安利等公司的成功，模仿多层次直销制度的非法欺诈公司也纷纷出现。1964年，假日魔术公司成立，以拉人头、强行塞货等方式取得迅速发展，但也引起了大量社会问题，被形象地称为“老鼠会”。1971年，美国联邦贸易委员会控告假日魔法公司违法，使其被取缔。
老鼠会在美国之外亦有巨大危害，相继被取缔，这也促使各国相继立法对直销加以管理。1979年，美国联邦贸易委员会裁决安利的销售计划合法。之后，直销在世界各国逐步步入正轨，成为正规传统营销手段之外的一个重要的补充销售渠道。

### 中国大陆
1990年雅芳以“传销”（当时Direct Selling一词的中文译名）申请在广州注册，标志着直销正式进入中国大陆。之后各种正规公司和老鼠会均抢滩登陆，一时市场十分混乱。
1994年，中华人民共和国工商行政管理总局连发通告，开展对该行业违法行为的查处，1995年国家停止了对多层次直销公司的审批。1996年，国家认定了41家公司可以合法经营多层次直销，但其中仙妮蕾德等四家次年被吊销执照。
其后，大量地下老鼠会公司不断涌现，收编未取得直销资格的广大销售人员，更有公司进行异地炒作，到1998年许多老鼠会先后崩盘，引起多起社会不稳定事件。在这种情况之下，1998年4月21日直销在中国大陆全面被禁。
但按照加入世界貿易組織时的承诺，中国大陆市场应于2004年12月11日前重開直销业。由于各种因素国务院于2005年8月23日方才颁布《直销管理条例》和《禁止传销条例》；《禁止传销条例》自2005年11月1日施行，《直销管理条例》自2005年12月1日起施行，单层次直销市场方才得以放开。相应地传销一词在中国被定义成为層壓式詐騙，與直銷區隔。
2012年化妆品公司Coty Inc.在致雅芳（Avon Products Inc., AVP）董事会的最新信件中表示，将把对雅芳的收购报价提高约6.5%至106.9亿美元，并启动为期三周的尽职调查程序及私下磋商。此前两家公司的收购谈判陷入僵局而一個月還是後宣布破局取消。據2013年統計商务部向37家企业颁发了直销经营執照，到2019年也僅91家，執照稀少並難以通過嚴審，但此外的公司均是非法。传销老鼠會公司偽裝成直銷的混合式手段蒙騙大量思維單純群眾，導致誤觸法網的現象成為社會一個長期問題，政府官方成立了釋疑與打擊宣傳網站加強力度。直銷行為的監管也從省市級市場監管局，逐漸下放至区县和街道辦而市監上升為督察單位，達成更加緊縮和靠近底層的社會監管效果。
2019年初，因大量直销公司在保健市场中的乱象（如权健事件）直銷、傳銷色彩日漸混同難分，產品亂象頻發，国家市场监管总局已經全面暂停直销相关审批、备案、牌照发放等事项。
现在仍有不少国外公司在没有获得中国政府直销牌照的情况下，大张旗鼓地在中国内地发展网络直销，并组织海外奖励旅游，比如美商婕斯，至今没有拿到直销牌照，但以多层次直销的方式在中国内地有大量会员，并组织出国旅游，轰动一时。

### 新加坡
新加坡的直销公司可以说是非常多，不仅吸引了美国和其他国家的大型直销公司，还有很多新加坡本地的直销公司成立。在新加坡成立公司还是比较容易和方便的，只要你有产品和服务可以提供，你就能成立公司。

#### 法定直銷與非法傳銷分界線
註：本文提及的「傳銷」為中華人民共和國定義，包含多層次直銷與層壓式推銷。
中華人民共和國《直销管理条例》發布後對於直銷與傳銷分界線做出法定明文闡述。
- 合法性方面，直销合法，非法传销违法。
- 非法传销常有關押人員、扣押物品與暴力色彩等諸多光怪陸離現象，直銷無。
- 直销招募受法規限制，不得招募在校生、教师、医务人员、公务员等身份和未满18周岁的人员为直销员，非法傳銷不遵守此法。
- 直销培训内容、培训形式、培训场所、授课人员遵守法定諸多規範和層層證照執照取得，非法傳銷不遵守此法。
- 直销以直销员直接向消费者销售商品之毛利为获得报酬的前提，非法传销往往不销售商品，或明顯使用假性商品為幌子。
- 直销需有完备退换货制度比照一般所有商店，非法传销多數无產品，更談不上售后。
- 直销计酬公开且只能是单层次计酬，报酬总额不得超过直销员本人直接向消费者销售产品售價的30%，非法传销报酬计算可能不公开且容許多層次抽佣。

## 全球营收前十大直销公司[7]
| 排名 | 公司                     | 2020年营收 （亿美元） | 2019年营收 （亿美元） | 增率 | 来源国 |
| ---- | ------------------------ | --------------------- | --------------------- | ---- | ------ |
| 1    | 安利 Amway               | 85.0                  | 84.0                  | ▲1%  | 美国   |
| 2    | 康宝莱 Herbalife         | 55.4                  | 48.8                  | ▲14% | 美国   |
| 3    | 福维克 Vorwerk           | 41.0                  | 42.3                  | ▼3%  | 德国   |
| 4    | 无限极 Infinitus         | 39.5                  | 40.0                  | ▼1%  | 中国   |
| 5    | 纳图拉 Natura Cosmeticos | 36.6                  | 36.6                  | ━ 0% | 巴西   |
| 6    | 雅芳 Avon Products       | 35.0                  | 47.6                  | ▼27% | 美国   |
| 7    | 美乐家 Melaleuca         | 27.0                  | 25.0                  | ▲8%  | 美国   |
| 8    | 玫琳凯 Mary Kay          | 27.0                  | 29.0                  | ▼7%  | 美国   |
| 9    | 如新 Nu Skin             | 25.8                  | 24.2                  | ▲7%  | 美国   |
| 10   | 科威 Coway               | 24.0                  | 25.9                  | ▼7%  | 韩国   |